# Melissa Horn
Astrid Melissa Edwarda Horn Weitzberg, aussi connue sous le nom de Melissa Horn est une auteure-compositrice-interprète pop et vispop suédoise née le 8 avril 1987 à Stockholm. Elle est la fille de la chanteuse Maritza Horn (sv) et de Eddie Weitzberg, professeur d'anesthésie à l'Institut Karolinska.
Elle a étudié au Viktor Rydberg Gymnasium à Stockholm ou elle a suivi des cours en rapport avec la musique.
Elle est considérée comme l'une des plus grandes artistes contemporaines suédoises. À titre d'exemple, il y a deux fois plus de personnes suivant son actualité Facebook que celle de Håkan Hellström.

## Carrière
Elle commence à jouer de la guitare à 16 ans puis à écrire ses propres textes. Sa première apparition sur scène est lors des premières parties de Peter LeMarc en 2007. Son premier album, intitulé "Långa nätter" (Longues Nuits) est sorti le 30 avril 2008. Il est suivi de "Säg ingenting till mig" (Ne me dit rien) le 14 octobre 2009 et inclus un duo avec Lars Winnerbäck sur la chanson "Som Jag Hade Dig Förut". Ce disque lui permet d'atteindre une plus large audience. La même année, elle est sélectionnée aux Gramiss, l'équivalent Suédois des Grammy Awards dans les catégories artiste de l'année, compositeur de l'année et parolier de l'année. Toujours en 2009, elle fait aussi les premières parties de Lars Winnerbäck. Son dernier disque "Innan jag kände dig" (Avant de te connaître) est sorti le 16 septembre 2011. Avec ce dernier, elle atteint la première position du classement des meilleures ventes d'albums en Suède. Son premier disque, "Långa nätter" est certifié disque d'or en Suède, ses deux autres disques, "Säg ingenting till mig" et "Innan jag kände dig" sont certifiés disque de platine.
Contrairement à d'autres artistes suédois, ses textes ne sont qu'en suédois.
Depuis 2011, elle est en tournée au Danemark, en Norvège et en Suède pour promouvoir son dernier album. Elle participe aux éditions 2010 et 2012 du festival de Malmö (sv).
En novembre 2011, dans le cadre de sa tournée, elle donne quatre concerts Cirkus à Stockholm. Le 9 avril 2012, l'enregistrement du concert est rendu disponible en exclusivité sur Spotify.
Le 26 juin 2012, elle reçoit la bourse Everlife (sv).
Le 17 juin 2013, elle annonce la sortie de son nouvel album "Om du vill vara med mig" sur son blog. La sortie est prévue le 2 octobre. Le premier single de cet album sera disponible le 30 août. Une tournée associée à la sortie de ce nouvel album est aussi annoncée. Elle commencera le 23 octobre à Oslo.

## Style musical
Melissa Horn accompagne ses chansons à la guitare acoustique. Elle accorde une importance particulière aux textes et les met en avant par rapport à la musique,. Ses compositions sont de type intime, sentimental.
En concert, l'accompagnement comprend principalement guitare, batterie et claviers. D'autres instruments sont utilisés en plus pour la version album : guitare électrique, mandoline… Ses musiques ont inspiré des chansons traditionnelles suédoises tout en y ajoutant des touches de modernité.

### Inspirations
La chanson Kungsholmens hamn a été écrite à la suite de l'agression et de la mort de Riccardo Campogiani (en) à Stockholm.

## Actes associés
Le 21 août 2011, Melissa Horn représente la Suède à la cérémonie en l'hommage des victimes des attentats de 2011 à Utøya et Oslo. Elle y interprète "Kungsholmens hamn" de l'album "Långa nätter".

## Discographie

### Albums
| Titre de l'album        | Détails | Meilleure position |
| Titre de l'album        | Détails | Suède              |
| ----------------------- | --- | ------------------ |
| Långa nätter            | - Sortie : 30 avril 2008 - Nombre de pistes : 11 - Label : Sony Music/Arista Records - Format : CD, Téléchargement | 7                  |
| Säg ingenting till mig  | - Sortie: 14 octobre 2009 - Nombre de pistes : 12 - Label: Sony Music - Format: CD, Téléchargement                 | 4                  |
| Innan jag kände dig     | - Sortie: 14 septembre 2011 - Nombre de pistes : 11 - Label: Sony Music/Svedala - Format: CD, Téléchargement       | 1                  |
| Om du vill vara med mig | - Sortie: 2 octobre 2013 - Nombre de pistes : 9 - Label: Svedala - Format: CD, Téléchargement                      | 2                  |

### Enregistrements de concerts
| Titre de l'album | Détails                                         |
| ---------------- | ----------------------------------------------- |
| Live på Cirkus   | - Sortie: 9 avril 2012 - Format: Téléchargement |

### Singles
| Année | Single                                          | Meilleure position | Album                   |
| Année | Single                                          | Suède              | Album                   |
| ----- | ----------------------------------------------- | ------------------ | ----------------------- |
| 2007  | "Långa nätter"                                  | —                  | Långa nätter            |
| 2008  | "En famn för mig"                               | —                  | Långa nätter            |
| 2008  | "Som jag hade dig förut" (avec Lars Winnerbäck) | 58                 | Långa nätter            |
| 2009  | "Lät du henne komma närmre"                     | 20                 | Säg ingenting till mig  |
| 2009  | "Jag kan inte skilja på"                        | 52                 | Säg ingenting till mig  |
| 2010  | "Falla fritt"                                   | —                  | Säg ingenting till mig  |
| 2011  | "Innan jag kände dig"                           | —                  | Innan jag kände dig     |
| 2011  | "Under löven"                                   | 40                 | Innan jag kände dig     |
| 2011  | "Jag saknar dig mindre och mindre"              | 57                 | Innan jag kände dig     |
| 2013  | "Om du vill vara med mig"                       | 52                 | Om du vill vara med mig |